# Anastasia Baranova
Anastasia Baranova (ros. Aнастасия Баранова, ur. 23 stycznia 1989 w Moskwie) – aktorka amerykańska pochodzenia rosyjskiego. Wystąpiła m.in. w serialu Z Nation

## Filmografia

### Filmy
| Rok  | Tytuł                                        | Rola       | Uwagi |
| ---- | -------------------------------------------- | ---------- | ----- |
| 2007 | Rise: Blood Hunter                           | Nastolatka |       |
| 2011 | Apocalypse, CA                               |            |       |
| 2014 | Mostly Ghostly: Have You Met My Ghoulfriend? | młoda Emma |       |
| 2016 | Welcome to Willits                           | Courtney   |       |

### Seriale
| Rok       | Tytuł                     | Rola                   | Uwagi         |
| --------- | ------------------------- | ---------------------- | ------------- |
| 2002      | Lizzie McGuire            | Cara Gunther           | 1 odcinek     |
| 2002–04   | Scout's Safari            | Jennifer "Scout" Lauer | główna obsada |
| 2004      | Joan z Arkadii            | Exchange Student       | 1 odcinek     |
| 2004–05   | Weronika Mars             | Lizzie Manning         | 2 odcinki     |
| 2005      | Drake i Josh              | Yooka                  | 1 odcinek     |
| 2005      | Siódme niebo              | Lizzie Wheeler         | 1 odcinek     |
| 2005      | Zwariowany świat Malcolma | Sonja                  | 1 odcinek     |
| 2010      | Svetlana                  | Nastya                 | 1 odcinek     |
| 2012      | 90210                     | Reece Turner           | 1 odcinek     |
| 2013      | Synowie Anarchii          | Escort                 | 1 odcinek     |
| 2014–2018 | Z Nation                  | Addison Carver         | główna obsada |
| 2017      | Syn                       | Xael                   | główna obsada |